# Riekiella denticulata
Riekiella denticulata är en tvåvingeart som beskrevs av Kelsey 1971. Riekiella denticulata ingår i släktet Riekiella och familjen fönsterflugor. Inga underarter finns listade i Catalogue of Life.